# Carlos Altamirano Orrego
Carlos Altamirano Orrego (Santiago, 18 de diciembre de 1922-ibídem, 19 de mayo de 2019) fue un abogado y político socialista chileno, célebre por su polémico rol de dirigente durante el gobierno de la Unidad Popular (UP). Titulado en 1947, en el plano académico se desempeñó como profesor de hacienda pública y derecho económico en la Escuela de Derecho de la Universidad de Chile, su alma mater.
Su trascendencia en la historia política de Chile fue, en primer lugar, promover la implantación del socialismo real por la vía que fuese necesaria (1965-1973) y, en segundo lugar, haber encabezado desde 1979 una renovación ideológica del socialismo chileno que incluyese la administración de un capitalismo alternativo al neoliberal —sistema que, alrededor del periodo 1990-2019, se mantuvo bajo la hegemonía de la última corriente mencionada—. Aunque hubo progresistas que valoran su trayectoria o su «renovación», como Juan Gabriel Valdés, no ha estado exento de voces críticas desde el mismo sector como, por ejemplo, la de Camilo Escalona (PS), centroizquierdista pro-mercado y entonces alto dirigente de la extinta Concertación de Partidos por la Democracia (1990-2010).
Comenzó su carrera política en 1945, año en que se unió al Partido Socialista (PS), único partido en el que militó durante toda su vida. En 1952 fue parte de la facción del PS que se alió a la candidatura del general Carlos Ibáñez del Campo. El segundo gobierno de aquel militar (1952-1958) tuvo dos fases: una populista (1952-1955) y otra liberal (1956-1958). No obstante, él y otros dirigentes, como Clodomiro Almeyda, renunciaron anticipadamente al gobierno en 1953 debido a una huelga disipada en la Fábrica Yarur-Sumar. Mientras fue parte de esa gestión, ejerció como subsecretario de Hacienda. En 1956 la izquierda se reunificó y, desde allí, permaneció de lado de Salvador Allende, a quien apoyó en calidad de diputado (1961-1965), senador (1965-1973) y secretario general de partido (1971–1979).
Profundo amigo de Allende, el papel de Altamirano en su gobierno estuvo marcado por su apoyo crítico a la radicalización de las bases sociales y obreras que, según el historiador estadounidense Peter Winn (pro-UP), formaban una «revolución desde abajo» que chocaba con la moderación de la «revolución desde arriba» dirigida por los profesionales burócratas, apoyada por el Partido Comunista (PC) y propugnada por Allende, quien obtuvo apoyo irrestricto del partido antes mencionado. Asimismo, es recordado por su discurso del 9 de septiembre de 1973 en el Estadio Chile. Allí denunció sesgada y agresivamente el plan golpista de la Armada de Chile en contra del gobierno de la Unidad Popular, es decir, el resultante golpe de Estado del 11 de septiembre concretado a causa de la alianza entre las tres ramas de las Fuerzas Armadas de Chile (Ejército, Aviación y los marinos que denunciaba) y Carabineros.
Entre 1974 y 1993, se mantuvo exiliado en la República Democrática Alemana (1974-1979) y Francia (1980-1993) para finalmente volver a Chile a tres años del retorno a la democracia. Durante la segunda parte de su exilio, experimentó un viraje ideológico hacia la socialdemocracia, razón que dividió a su partido en torno a sus seguidores representados por Ricardo Núñez y los partidarios de Almeyda, quienes apostaban por un marxismo-leninismo clásico al estilo del Partido Comunista. La heterodoxia de Altamirano respecto de los últimos se refleja, por ejemplo, en tesis suyas como aquella en la que postula que para ser socialista «en ningún caso se necesita ser marxista» ya que, a su juicio, tal corriente política solo sería una categoría de análisis, mas no una ideología. Como consecuencias directas de la renovación ideológica emprendida por Altamirano destacan: a) la renuncia del PS al marxismo como su credo principal, y b) el acercamiento de su partido hacia el Partido Demócrata Cristiano con miras a aliarse de cara al plebiscito nacional de 1988 para derrotar a Pinochet, quien ejercía dictatorialmente el cargo de presidente de la República desde el golpe militar de 1973.
Una vez vuelto a Chile, se retiró de la política activa dedicándose a criticar y reflexionar acerca de la transición a la democracia pactada con la Junta Militar, periodo cuyo sistema fue, en palabras del politólogo democristiano Carlos Huneeus Madge, el de una «democracia semi-soberana», es decir, el de enclaves autoritarios que dominan la política y cuyos consensos en Chile tuvieron por finalidad frenar grandes reformas a los tres grandes pilares que el sociólogo Manuel Antonio Garretón identifica en el papel anti-estatista de la Constitución de 1980: «el mercado como forma de organización social, el Estado subsidiario y la desigualdad socioeconómica». Asimismo, entre 2006 y 2010, publicó sus memorias en formato de diálogo junto con el historiador Gabriel Salazar, exmiembro de la agrupación ultraizquierdista MIR. En ellas se critica la tesis sobre la presunta culpabilidad de Altamirano en el golpe y, además de su bagaje político, también se analiza la historia y política chilena desde el triunfo conservador en Lircay (1830) hasta la actualidad. De igual modo, Altamirano allí intenta dejar un legado respecto a la actitud que, según su parecer, debiera tener la izquierda en torno a la globalización. Entre los políticos influenciados por sus memorias se puede contar a Gabriel Boric, quien, no obstante, ha sido criticado por Salazar, co-autor del texto.

## Primeros años

### Infancia
Altamirano nació el 18 de diciembre de 1922 en el seno de una familia de clase alta oligárquica establecida en Santiago, cuyas vinculaciones tendían al liberalismo y al mundo artístico-intelectual. Fue hijo de Carlos Altamirano Rodríguez y Sara Orrego Puelma. Asimismo, fue sobrino-nieto de Luis Altamirano Talavera, general de ejército que estuvo brevemente en el poder en 1924 como presidente de la Junta Militar una vez consumado el golpe de Estado de ese año que derrocó al presidente liberal Arturo Alessandri Palma. Este último, era su vez, hijo del marino y político Eulogio Altamirano Aracena.
De sus familiares destacaron su abuelo materno, el exdiputado Juan Antonio Orrego, quien fue fundador y presidente del Banco de Chile, y su bisabuelo, el exsenador Francisco Puelma Castillo, quien participó en el descubrimiento de las minas salitreras junto a José Santos Ossa. También fue primo del arquitecto y músico Juan Orrego Salas, mediante el cual conoció al pianista Claudio Arrau. Por último, uno de sus tíos fue el prestigioso médico Héctor Titín Orrego Puelma, quien además influyó en su embrionario espíritu progresista (que luego devino en marxista).

### Estudios
Realizó su enseñanza básica y media en el Liceo Alemán de Santiago. Allí tuvo como compañero de aula a Clodomiro Almeyda, quien influyó notablemente en él mediante las teorías del marxismo. Sin embargo, su pensamiento estuvo muy influenciado por su tío Titín Orrego, quien era afín al ala más izquierdista del extinto Partido Liberal (1849-1966) y amigo de Pablo Neruda.
En 1942, junto a Almeyda, entró a estudiar en la Escuela de Derecho de la Universidad de Chile, donde se licenció en Ciencias Jurídicas y Sociales, con la tesis: Algunos problemas procesales en el Código de Minería, titulándose de abogado en 1947. En la universidad entabló amistad con futuros dirigentes como Andrés Aylwin, su hermano Patricio Aylwin o Felipe Herrera. En sus años universitarios participó de intensos debates sobre política para definir en que partido militarían a futuro, por lo que decidieron organizar un encuentro durante una de sus vacaciones en el fundo de su abuelo en Chillán en 1945. Dicho encuentro selló su opción de unirse al Partido Socialista (PS), así como también la de los hermanos Aylwin en unirse a la Falange Nacional (FN) dado a su catolicismo. Acerca de su decisión de sumarse al PS, Altmirano adujo a que fue por «razones laicas».

### Atleta

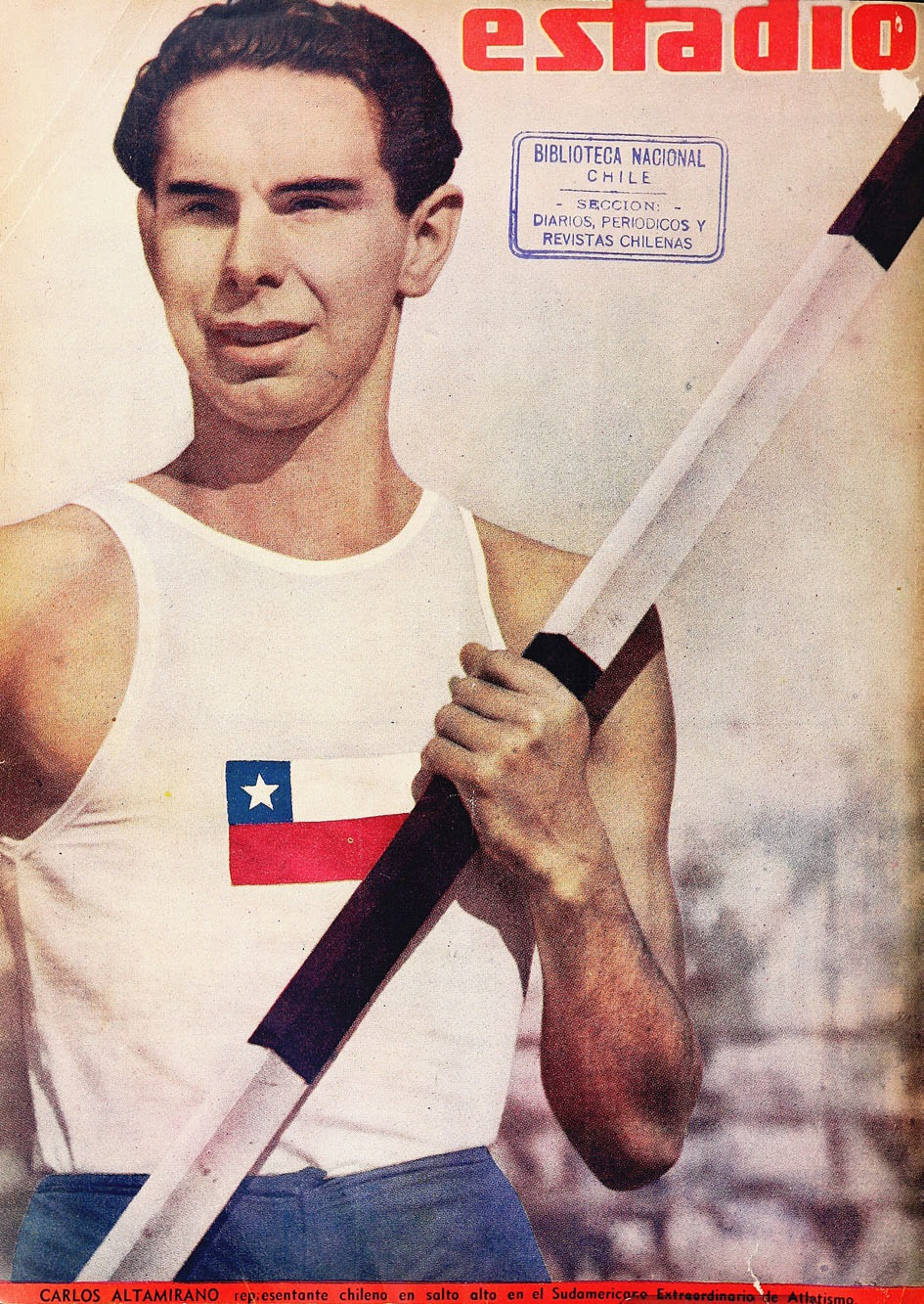
Altamirano en la portada de la revista Estadio en 1946.

El 27 de abril de 1946, se reveló como un gran atleta cuando ganó el campeonato sudamericano de Salto de altura; llegó a saltar 1,95 metros. Aquel hecho fue presenciado por su amigo personal, el político e intelectual peruano Víctor Raúl Haya de la Torre, que se encontraba en el palco del Estadio Nacional en esa ocasión.

### Vida laboral
Una vez egresado, inició su actividad laboral en la empresa privada –compartió estudio con el exdiputado y senador Armando Jaramillo Lyon y Felipe Herrera Lane–, desempeñándose como abogado de la Compañía de Papeles y Cartones de Puente Alto, entre 1942 y 1943, de la Compañía Chilena de Electricidad, del Banco Sudamericano, y del Consejo Nacional de Comercio Exterior (CNCE), entre 1953 y 1958.
En 1960 inició su carrera académica como profesor de derecho económico en la Escuela de Derecho de la Universidad de Chile, y profesor de economía y comercio internacionales, entre 1961 y 1962, en la Escuela de Ciencias Políticas y Administrativas de la misma casa de estudios. Así mismo dictó el curso de derecho profundizado para los alumnos de quinto año: "Derecho Económico", durante el año 1960.

### Matrimonio
Contrajo matrimonio en dos oportunidades. La primera vez con Silvia Celis y la segunda con Paulina Viollier Velasco. Con su primera mujer tuvo tres hijos: Juan Carlos, Alejandra y Francisca.

## Ascenso político (1948-1969)

### Fracciones y adhesión socialista a Ibáñez (1948-1952)
En 1948, durante el gobierno del radical Gabriel González Videla, se aprobó la «Ley de Defensa Permanente de la Democracia» (también llamada Ley Maldita) que buscaba eliminar de la vida política al Partido Comunista (PC), el cual previamente promovió la candidatura de aquel presidente. Ese hecho causaría mayor división en la entonces fraccionada izquierda chilena, puesto que los socialistas consideraban que el PC solo obedecía a la Komintern. Tal coyuntura provocó que sectores dirigenciales del entonces socialismo chileno aprobaran la ley: tales fueron los casos de Bernardo Ibáñez Águila, Juan Bautista Rossetti u Óscar Schnake. No obstante, tal determinación por parte de los dirigentes, les significó su expulsión oficial de la colectividad. Por otro lado, Altamirano, Salvador Allende o Eugenio González Rojas no adhirieron a los planteamientos de tales dirigentes.
Años más tarde, las razones electorales pesaron en Altamirano y otros pro-comunistas como Almeyda. Esto gatilló en ellos su decisión de sumarse a la candidatura de Carlos Ibáñez del Campo en las elección presidencial de 1952. A su candidatura, se unieron socialistas tanto simpatizantes como detractores de la Ley Maldita, razón por la que «don Cloro» consideraba a Ibáñez como la «virgen del carmen» del partido. Por su parte, Altamirano simpatizaba con Ibáñez debido a la rivalidad que este último tenía con la derecha liberal chilena y el Partido Radical (PR), institución que consideraba en aquel entonces como un «partido de la burguesía» que «buscaba la conciliación de clases», pues varios de sus militantes eran propietarios de fundo y desde el gobierno de Pedro Aguirre Cerda presionaron para no realizar una reforma agraria. Sin embargo, Allende, Tomás Chadwick Valdés y José Tohá no adhirieron a la candidatura de Ibáñez ya que vieron con desconfianza sus promesas de campaña debido a su anterior dictadura (1927-1931) con la que tuvieron que lidiar.
Esta facción pasó a constituir el Partido Socialista Popular (PSP) ya que el sector expulsado del original Partido Socialista logró que el registro electoral conservara dicho nombre a su favor. Así, Allende compitió de manera separada contra Ibáñez, obteniendo un magro 5,45% de los sufragios frente al 46,72% conseguidos por el militar en retiro.

### Década de 1950: Ruptura con Ibáñez y reunificación

#### Auge y caída de la colaboración con Ibáñez (1953-1954)
El rol de los socialistas durante la primera fase del segundo gobierno de Ibáñez (1953-1955) estuvo marcada, según el sociólogo Tomás Moulián, por hacer efectiva la participación de las bases obreras, razón por la que durante su mandato fue creada la Central Única de Trabajadores de Chile (CUT). Este órgano —que debía ser promocionado por los socialistas— tuvo como misión coyuntural dar apoyo a los planes de Ibáñez. Dentro de ese esquema, Altamirano formó parte de la subsecretaría de hacienda (1953-1954), cartera «estratégica» entonces al mando de su antiguo compañero Felipe Herrera, con quien fue protagonista de la creación del Banco Estado (1953), institución destinada a facilitar créditos diseñados para las clases media y baja.
La presencia que tuvieron los viejos conocidos de Altamirano (Almeyda y Herrera) en sus respectivos ministerios (Trabajo y Hacienda) era resistida por el sector empresarial chileno y los grupos derechistas del «ibañismo» que veían con mejores ojos un pacto con los partidos Liberal y Conservador. Asimismo, la caída del cobre afectó considerablemente a Herrera en Hacienda, pues se vio obligado a devaluar el peso chileno y a reducir el gasto público, motivos que obligaron al gobierno a renunciar a su programa. Todo esto, sumado al alza descontrolada de la inflación, comenzó a desgastar la relación de la izquierda con Ibáñez.
La ruptura definitiva entre los socialistas e Ibáñez se desencadenó definitivamente en septiembre de 1953, luego de que, en palabras de Altamirano, el general y presidente le pidiera la renuncia en «buenos términos» a Almeyda, quien en calidad de ministro apoyó una huelga obrera en la Fábrica Yarur-Sumar, empresa que aportó importantes sumas de dinero durante la campaña presidencial a través de su dueño que habría puesto presión para que el paro cesara. Sin embargo, el posterior giro oficial del gobierno hacia las reformas proto–neoliberales de la Misión Klein-Saks no mermaron la comunicación entre el Gral. Ibáñez y los socialistas si se considera que siguieron dándose «tertulias vespertinas» en las que, según Altamirano, se lograron acordar medidas como la Ley de Cédula Única (1958) y la derogación de la Ley Maldita, ambas ideas presuntamente suyas.

#### Proceso de reunificación socialista (1955-1958)

##### Proyección local del partido y alianzas
El 1 de marzo de 1956, los socialistas no solo procedieron a su reunificación, sino que impulsaron la unidad de las izquierdas dentro de la coalición Frente de Acción Popular (FRAP) que erigió como líder a Allende y que estuvo compuesta por los partidos Socialista, Comunista, Socialista Popular, Democrático, Radical Doctrinario y Democrático del Pueblo, conglomerados que apostaban por una «cohesión» y no una «amplitud numérica» que incluyera partidos centristas como el radical.
De acuerdo a Isabel Torres Dujisin, experta en historia política, el «impulso e influencia que logró al poco tiempo el FRAP constituyeron una expresión inequívoca respecto de la convicción ideológica y pragmática de la necesidad de superar las persistentes divergencias entre comunistas y socialistas para enfrentar elecciones parlamentarias y presidenciales».
En 1957, los socialistas definitivamente se reunificaron luego de que Raúl Ampuero (líder del socialismo popular) llegase a un acuerdo con Allende luego de las protestas de abril en contra de Ibáñez.
En 1958, el partido apoyó en las presidenciales de ese año a Allende, quien esa vez perdió de manera inédita frente al centroderechista Jorge Alessandri, quien logró arrebatarle votos mediante la candidatura instrumental del clérigo independiente Antonio Zamorano, apodado «El Cura de Catapilco». Posteriormente, el propio Zamorano luego reconocería que Alessandri le visitó en varias oportunidades, brindándole apoyo económico a su candidatura.

##### Relaciones internacionales del partido
En 1956, el partido condenó la intervención militar soviética a Hungría tras las revueltas en ese país, a lo que Altamirano junto a figuras prominentes del partido como Allende, González Rojas o Raúl Ampuero se sumaron.
Durante esta época, el PS estrechó lazos con dirigentes del mundo latinoamericano, en especial del APRA de Perú a través de dirigentes como Manuel Seoane Corrales, Luis Alberto Sánchez o José Melgar Márquez. Ellos solían pasar exiliados en Chile cada vez que en Perú se instalaban dictaduras que perseguían a los apristas. Cabe destacar que Seoane y Luis Alberto Sánchez entablaron una gran amistad con Allende, quien los alojaba en su casa mientras se mantenían exiliados. No obstante, Haya de la Torre no pasaba sus exilios en Chile, pero mantenía lazos con Altamirano. Por otra parte, el partido también cultivó cercanía con personalidades como el boliviano Víctor Paz Estenssoro del Movimiento Nacionalista Revolucionario, los venezolanos Rómulo Gallegos y Rómulo Betancourt e incluso el expresidente mexicano Lázaro Cárdenas, por quien «Allende tenía gran aprecio».
La concreción de la Revolución cubana y la posterior alianza entre Cuba y la Unión Soviética marcó un cambio de rumbo en la izquierda latinoamericana y en el propio Partido Socialista, lo cual ahora sentó nuevas grandes divisiones solo que dentro de la izquierda del continente: tiendas como el APRA o Acción Democrática se tornaron reticentes al devenir de ese proceso. Hubo ciertos partidos latinoamericanos que apoyaron la revolución desde el primer minuto como el mismo PS. Otros, como el Partido Comunista chileno, no lo hicieron debido a su adhesión a la Komintern, organización que durante los 50 no vio valor en Fidel Castro sino hasta su acercamiento a la Unión Soviética. Aquello cambió de rumbo tras la alianza entre la isla y los soviéticos una vez que Estados Unidos cristalizó sus agresiones diplomáticas y bélicas al nuevo gobierno cubano mediante la Invasión de Bahía Cochinos. Tras la alianza soviético-cubana, el Partido Socialista pudo congeniar con el PC.

### Años 1960: Consolidación de Altamirano y crecimiento del partido
En 1961, Altamirano sale electo por el FRAP como diputado por la Vigésimo segunda Agrupación Departamental de Valdivia, La Unión y Río Bueno, por el período legislativo 1961-1965, teniendo que recibir una devastada localidad por el terremoto de Valdivia de 1960, sismo más grande registrado en la historia de la humanidad. El propio Allende habría dedicado más tiempo en colaborar con esta zona que en ocuparse de su campaña para senador en la zona de Valparaíso y Aconcagua. En estos primeros cuatro años de vida parlamentaria, integró la Comisión Permanente de Constitución, Legislación y Justicia hasta 1962 en que renuncia para incorporarse a la Comisión de Hacienda. Además, fue diputado reemplazante en la Comisión Permanente de Gobierno Interior.
En las elecciones parlamentarias 1965, resultó electo esta vez como senador por la Cuarta Agrupación Provincial, provincia de Santiago, por el período 1965-1973, perfilándose ya como un dirigente importante del PS, que ese año fijó su ideología oficial como marxista-leninista durante un congreso en Linares. Sin embargo, dos años más tarde en 1967 en Chillán, finalmente el partido decidiría durante otro congreso que solo sería el marxismo su ideología; esta contempló la vía electoral. Ante esta definitiva declaración de principios, Altamirano estuvo resueltamente a favor e incluso hubo moderados dentro del partido que se mantuvieron como González Rojas o Allende, quienes, a diferencia de Ampuero (expulsado por Aniceto Rodríguez), se apropiaron de esa doctrina. No obstante, en 1966, Altamirano fue invitado junto a Almeyda por parte de Miguel Enríquez a formar parte del Movimiento de Izquierda Revolucionaria (MIR), agrupación que él fundó y que era partidaria de la vía armada al socialismo. Si bien ambos prefirieron mantenerse en el partido, si consideraron a Enríquez un aliado estratégico.
En el plano internacional, Altamirano y Allende continuaron estrechando relaciones con personalidades de la política foránea, solo que esta vez fuera de América Latina. Entre esas personalidades estuvieron el líder yugoslavo Josip Broz Tito o el también líder de Argelia, Houari Boumédiène, quienes eran referentes del Movimiento de Países No Alineados; organización a la que buscaban sumar a Chile de llegar hipotéticamente a una presidencia. En 1968, el partido nuevamente volvería a condenar las acciones de la Unión Soviética, que esta vez puso fin a la Primavera de Praga tras la invasión militar a Checoslovaquia, a lo cual una vez más se sumaron Altamirano y Allende.

## Unidad Popular (1970-1973)

### Triunfo y primer año de gobierno
En 1969, se fundaría la Unidad Popular (UP), coalición que reemplaza al FRAP y estaría formada principalmente por su partido y el PC. De igual modo, se consiguió la adhesión del Partido Radical (PR) y otros partidos medianos o escindidos. Esta coalición sería la que llevaría por fin a Allende al poder luego de ganar la elección presidencial de 1970 y ser ratificado por el pleno del Congreso Nacional de Chile, el 24 de octubre. Durante esas elecciones, la Democracia Cristiana (ex-Falange Nacional) lanzó un programa de gobierno muy similar al de la Unidad Popular mediante el candidato Radomiro Tomic que proponía un «socialismo comunitario». Fue precisamente esto lo que posibilitó la llegada de Allende al poder.
En enero de 1971, tras el XXIII Congreso del Partido Socialista celebrado en La Serena, Altamirano fue elegido de manera unánime como secretario general junto a Adonis Sepúlveda, quien obtuvo el cargo de subsecretario. En este congreso, el partido se comprometió a colaborar y obedecer el programa de gobierno del ahora Presidente Allende. Semanas más tarde, Altamirano redactaría un documento titulado «El Partido Socialista y la Revolución Chilena» donde realizó una autocrítica a sí mismo y al partido en relación con los Congresos efectuados en Linares y Chillán. Estos, a su juicio, terminaron errando al denunciar la vía electoral en 1965 ya que terminaron accediendo a ella.

### Polarización y relaciones internacionales
Tras el satisfactorio año 1971 que tuvo el gobierno, hacia 1972 y 1973, experimentó serios aprietos fundamentados en factores externos e internos: 1) los planes que el presidente de los Estados Unidos, Richard Nixon, tenía de «hacer aullar la economía chilena» para levantar el descontento en contra de Allende y así derrocarlo y 2) El estado improductivo de una economía paralizada por las huelgas patronales y la toma indiscriminada de propiedades por parte del MIR y sectores del PS que adherían a Altamirano. Ambos factores desencadenaron en una espiral hiperinflacionaria que empeoró con la masiva emisión monetaria efectuada por el Gobierno central, el cual no contaba con un respectivo respaldo laboral-productivo capaz de frenar la escasez. Dentro de este dramático panorama es que Altamirano cobra relevancia ya que polarizaba aún más el ambiente soliendo señalar o insinuar que «el conflicto armado sería inevitable» ante la abierta beligerancia de Patria y Libertad, grupo nacionalista que, con ayuda de la Armada, buscaba desestabilizar al gobierno. Igualmente, Altamirano conseguiría ser recordado por su lema «avanzar sin transar». En palabras de él, fue acreedor de tal consigna ya que buscaba impedir la posibilidad de limitar el programa y ceder ante una DC oficialmente aliada a la CODE. Sin embargo, hubo excepciones democristianas como Tomic, quien mantuvo su postura conciliadora con la UP. Tal idea no fue del agrado de los líderes intestinos de la DC como el expresidente de la república Eduardo Frei Montalva o el senador Patricio Aylwin, mismo amigo de Altamirano en los cuarenta. Si bien las posturas de Altamirano resultan en un antagonismo natural frente a la oposición, también generó roces dentro del oficialismo. Producto de ello, sectores tanto PS como del MAPU junto al MIR generaron un polo radical.

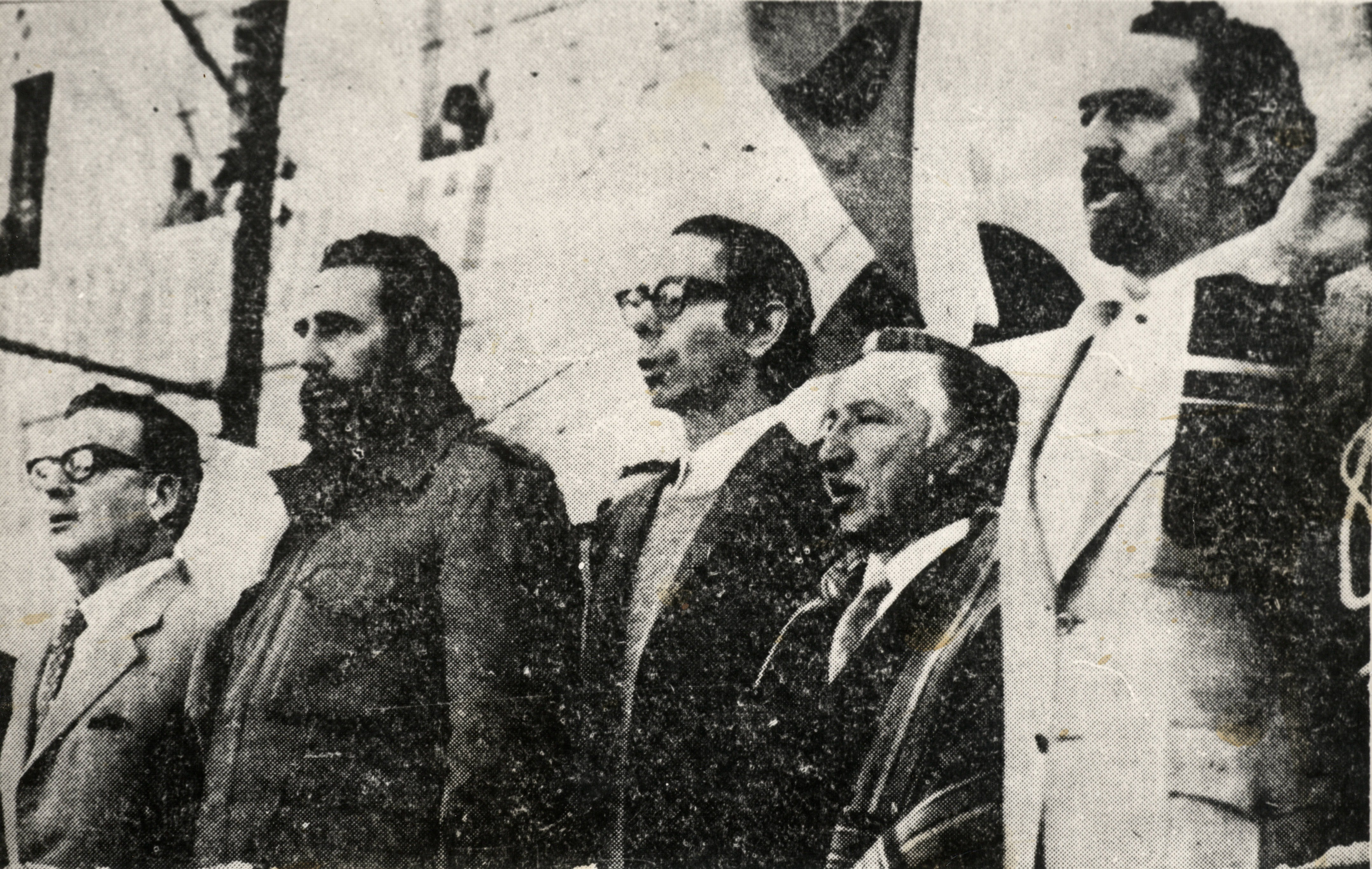
Acompañado del presidente Salvador Allende, Luis Corvalán y el primer ministro cubano Fidel Castro.

Durante del proceso de acercamiento a los países de la órbita socialista, Altamirano visitó Corea del Norte para reunirse con Kim Il-sung, dictador de facto que gobernaba tal país. En tal reunión, Kim manifestó escepticismo respecto a la vía chilena al socialismo. Tales opiniones serían similares en boca del entonces también dictador de facto y líder de la URSS, Leonid Brézhnev, quien en su reunión con Altamirano durante la visita de Estado de Allende, le aseguró que su nación «no estaba en condiciones de apoyar dos Cubas en América Latina» y no les podría ayudar bajo ningún motivo debido a la distancia geográfica entre Moscú y el puerto de Valparaíso.

### Preludio del Golpe de Estado

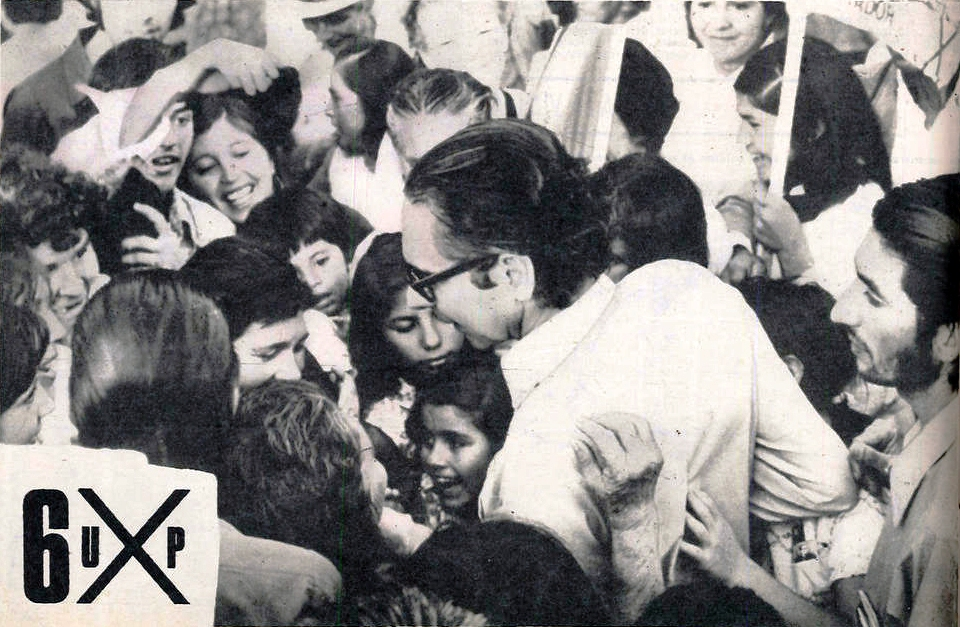
Altamirano durante las elecciones parlamentarias de 1973.

En las elecciones parlamentarias de 1973, fue reelecto como senador por la Cuarta Agrupación Provincial de la provincia de Santiago. Ante este resultado donde la oposición buscaba declarar al gobierno fuera de la legalidad, la UP con la elección de Altamirano y otras figuras importantes de la coalición lograron un sorpresivo 44%. Con esto la oposición comenzaría a orquestar lo que sería el definitivo golpe de Estado.

#### Discurso del 9 de septiembre de 1973
El 9 de septiembre de ese año, Altamirano pronunciaría un célebre discurso junto a Miguel Enríquez del MIR y Oscar Garretón del MAPU, en el Estadio Chile. Allí fue portavoz de la denuncia de un grupo de marineros con quienes se reunió, que aseguraron haber presenciado una reunión conspirativa entre altos oficiales de la Armada para derrocar al gobierno constitucional.
La oposición calificó esto como una «incitación a la violencia, un llamado a la división de las FF.AA. y consiguiente Guerra civil». En efecto, años más tarde el propio Altamirano reconocería el carácter incendiario de sus declaraciones:

«Respondimos nosotros añadiendo más bencina a la hoguera. Es cierto que muchos de los discursos que se decían entonces, y de mis discursos, producían un miedo y un terror dentro de la derecha mucho mayor del que yo jamás imaginé, de manera que está lejos de mí sostener que fue pura violencia de la derecha; evidentemente en nuestro accionar y retórica había elementos que condujeron a esa radicalización, polarización y violencia».
Carlos Altamirano, entrevista programa Cuando Chile cambió de Golpe, Televisión Nacional de Chile, 9 de septiembre, 2013.

Tras esta denuncia, los marinos fueron torturados en Talcahuano, siendo, en palabras de Altamirano, los únicos que sufrieron violaciones a los derechos humanos durante el gobierno de Allende. Allí los militares torturadores pretendieron que los marinos dijeran en la grabadora que Altamirano, Enríquez y Garretón les habrían ordenado bombardear Valparaíso.[cita requerida]

## Exilio (1973-1993)

### Clandestinidad, fuga y exilio (1973-1979)

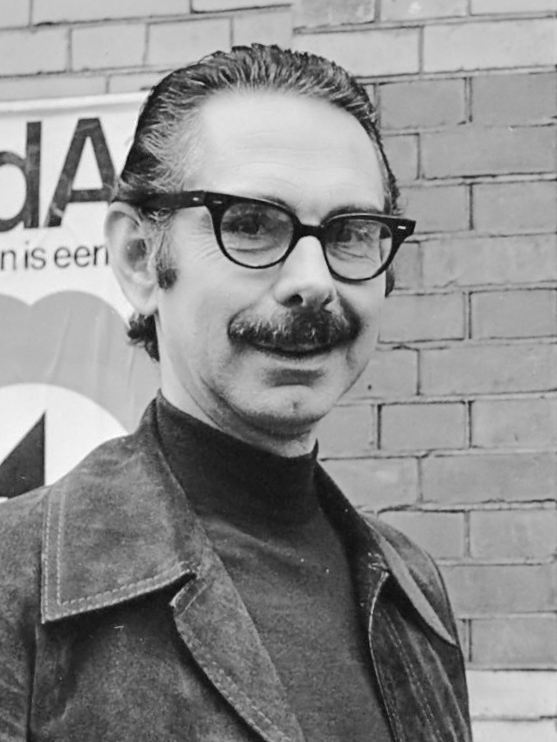
Carlos Altamirano en 1974.

La denuncia de los marinos se haría realidad tras la concreción efectiva del golpe militar coordinado por el almirante Patricio Carvajal y Pinochet, quien fuera comandante en jefe del Ejército de Allende y se sumara tan solo dos días antes al levantamiento. Esto hizo que Altamirano, Enríquez y Garretón encabezaran la lista de los más buscados, por lo que pasaron a la clandestinidad.
Luego de ocultarse de casa en casa durante 60 días, Altamirano consiguió mediante su hermano Guillermo la preparación de su salida. Él era un médico y psiquiatra infantil que atendía al hijo de una secretaria de la embajada de la República Democrática Alemana (RDA). Sin embargo, su hermano consultó con éxito a dicha mujer si ellos podrían darle alguna protección a Carlos, logrando así el visto bueno de Erich Honecker tras llamarlo. Para sacar a Altamirano del país, Honecker dijo que la operación duraría entre cuatro y cinco días. Para tal efecto, ellos consiguieron un automóvil además de un agente de inteligencia que lo trasladaron desde Santiago hacia Portillo. Aquel viaje debió hacerlo en una maleta. En Portillo, tuvo que permanecer oculto horas en una quebrada mientras el agente realizaba los trámites para salir con destino a Argentina por el Paso de Uspallata. Aquella determinación la tomaron Altamirano y el agente por seguridad. Una vez recogido por el agente y ya en Mendoza, luego se desplazaron a Buenos Aires, lugar donde estuvo tres días en la embajada alemana para después viajar a Cuba y aparecer en La Habana el 1 de enero de 1974, donde fue recibido por Fidel Castro. Tras de un par de semanas en la isla, emprendió viaje hacia el país germano y se radicaría definitivamente en Berlín del Este, siendo allí altamente vigilado y protegido por la Stasi.
En 1975, Altamirano efectuó una visita a Madrid que coincidiría con un intento de asesinato planeado por Pinochet. El propio Altamirano revelaría que en el Aeropuerto de Barajas se encontró con un «hombre misterioso que le dio un empellón y dejó caer un maletín»; este individuo se trataba de Michael Townley, quien no pudo concretar el homicidio en tal sitio ni en otras dos ocasiones posteriores (Ciudad de México y París).

### Mudanza a Francia y renovación del PS (1979-1990)
A principios de 1979, dejaría Alemania del Este y parte a Francia. Esto coincidiría con su protagonismo en la renovación ideológica del partido, la cual comenzó a encabezar un año antes en el cargo de secretario en el exilio. Esta renovación consistía en abandonar posiciones marxistas acordadas tras los congresos de Linares y Chillán, volver al sello demócrata original del partido cuando éste fue fundado en 1933 y además abrazar las doctrinas económicas de la socialdemocracia europea. Antes de abandonar definitivamente la RDA, esta vez estrechó vínculos con el italiano Enrico Berlinguer, militante del Partido Comunista Italiano (PCI) y fundador del eurocomunismo, ideología que lo motivó a «renovar» al PS. Hay que recalcar que Berlinguer era muy crítico de la URSS, lo cual sumado a la antigua postura crítica de su partido hacia los soviéticos, dieron impulso a la decisión de Altamirano.[cita requerida]
La «renovación» sin embargo, no estuvo exento de polémicas encontrando una recalcitrante oposición en Clodomiro Almeyda que en abril de 1979, es elegido como nuevo secretario general del partido junto a Galo Gómez como subsecretario. Ante este panorama de división, se determina su expulsión del partido junto a otros dirigentes como Jorge Arrate, Jaime Suaréz, Luis Meneses y Erich Schnake bajo los cargos de ser «elementos representativos de los resabios de un pasado en trance de superación y que testimonian la supervivencia de núcleos irreductibles y resistentes al desarrollo cualitativamente superior de una auténtica vanguardia revolucionaria». Altamirano no aceptó esta situación, declarando la reorganización del partido y convocando a un congreso. El XXIV Congreso se realiza en Francia en 1980 y en este Altamirano declara:[cita requerida]

«Sólo la renovación muy profunda y rigurosa de definiciones y propuestas de acción, de lenguaje, de estilo y métodos de "hacer política" harán efectiva nuestra acción revolucionaria (...) Ello no nos obliga a "refundar" el Partido Socialista de Chile. Significa, sí, "renovarlo", entenderlo como nuestro más precioso instrumento de cambio, como una opción de poder, como una alternativa de transformación».
Carlos Altamirano, 1980.

Esto definitivamente provocó una división dentro del partido entre los partidarios de Almeyda y Altamirano, existiendo en paralelo hasta 1991, enfrentando por cierto la elección parlamentaria de 1989 de manera desligada, e incluso en listas separadas.[cita requerida]
Durante su estancia en Francia, la que vivió hacia el periodo 1979–1992 en París, también entabló una muy buena relación con el presidente francés François Mitterrand del Partido Socialista de ese país (PSF) (1981-1995).[cita requerida]

## Retorno, retiro y muerte (1993-2019)

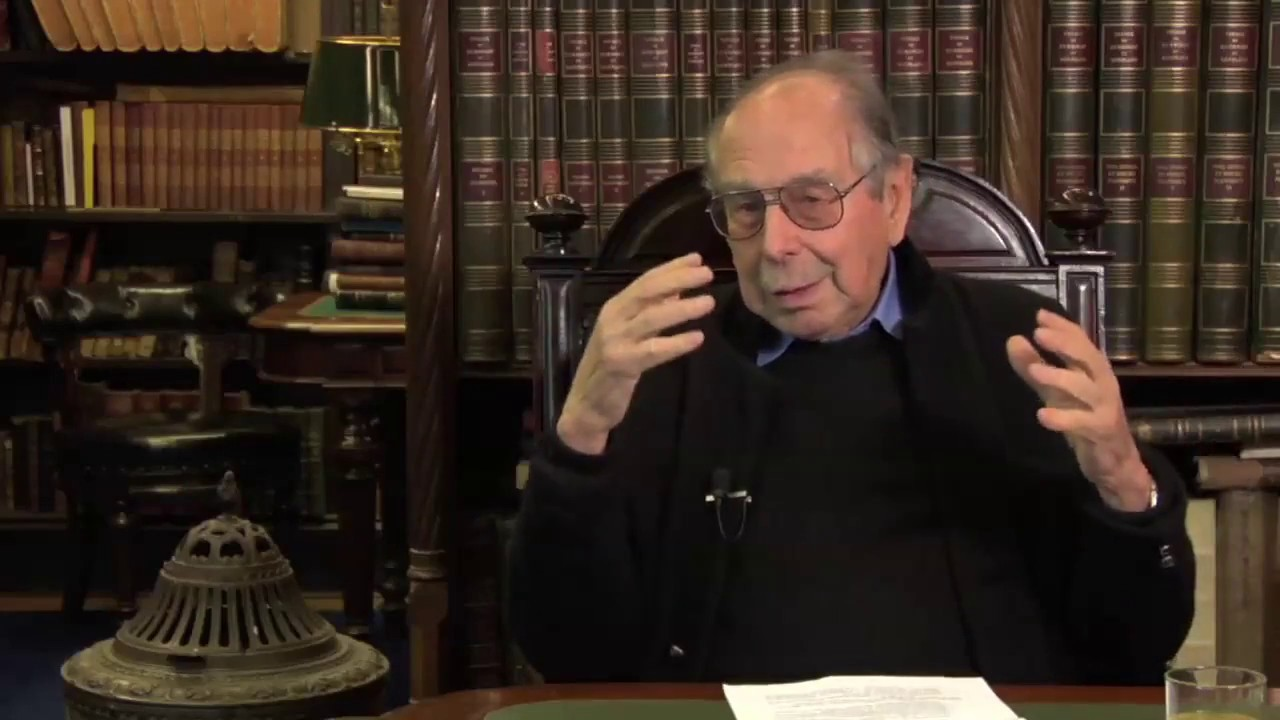
Carlos Altamirano durante una entrevista a la Biblioteca del Congreso Nacional de Chile, en julio de 2008.

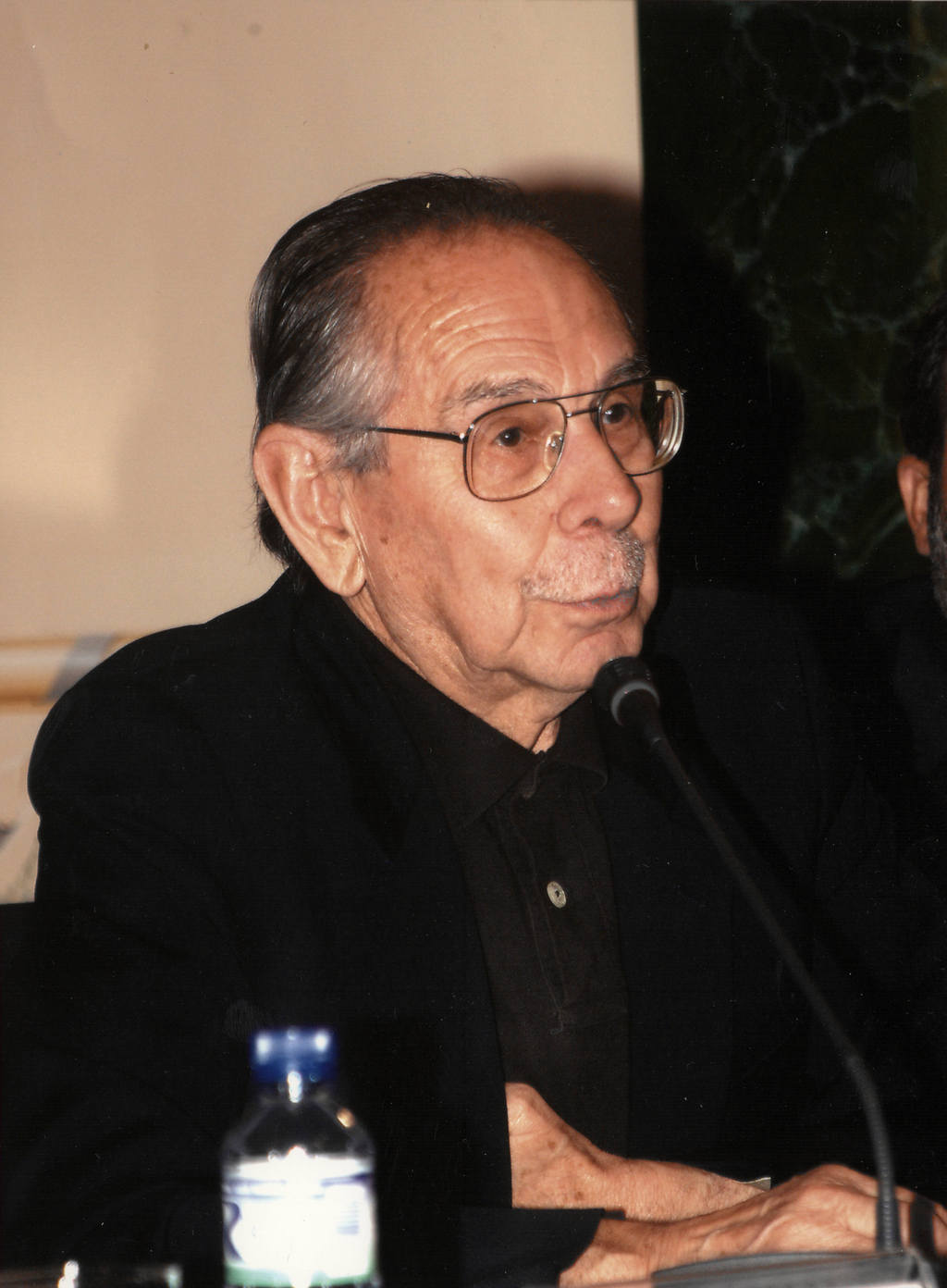
Carlos Altamirano en 2010.

Regresó a Chile en 1993, desvinculándose desde ahí de la política activa, aunque no de la reflexión política.
Durante los años de gobierno de la Concertación (1990-2010), fue muy crítico del papel que tuvo su partido luego de la dictadura de Pinochet, asegurando que quiso renovarlo con la intención de democratizarlo y respetar los derechos humanos en lugar de haber aceptado cabalmente el Consenso de Washington. El 9 de abril de 2008 asistió a un acto organizado por la entonces «disidencia» del PS.
El 21 de abril de 2016 concurrió al funeral de Patricio Aylwin, muerto a la edad de 97 años, lo cual fue considerado un acto simbólico. Aquel día afirmó «sentir mucho su muerte», a pesar de las diferencias que tuvieron durante la Unidad Popular. 
El 8 de septiembre de 2018, fue noticia tras una entrevista en el medio La Tercera, donde declaró «no quiero que me recuerden»,
Falleció a las 15:46 horas del 19 de mayo de 2019.

## Obra escrita
- Una propuesta socialista para Chile (1977)
- Altamirano
- Decisión revolucionaria
- El pensamiento socialista chileno
- Después de todo: conversaciones sobre los cambios de época (1977)
- "Dialéctica de una derrota". Siglo XXI editores (1977).

## Historial electoral

### Elecciones parlamentarias de 1965
- Elecciones parlamentarias de 1965 a Senador por la Cuarta Agrupación Provincial, Santiago Período 1965-1973 (Fuente: Dirección del Registro Electoral, domingo 7 de marzo de 1965)

### Elecciones parlamentarias de 1973
- Elecciones parlamentarias de Chile de 1973 para senador por la Cuarta Agrupación Provincial, Santiago Período 1973-1981